# Keyes (Oklahoma)
Keyes is een plaats (town) in de Amerikaanse staat Oklahoma, en valt bestuurlijk gezien onder Cimarron County.

## Demografie
Bij de volkstelling in 2000 werd het aantal inwoners vastgesteld op 410.
In 2006 is het aantal inwoners door het United States Census Bureau geschat op 362, een daling van 48 (−11,7%).

## Geografie
Volgens het United States Census Bureau beslaat de plaats een oppervlakte van
1,0 km², geheel bestaande uit land.

## Economie
De ligging van Keyes in het Hugoton Fredrich Basin maken de plaats een ideale bron voor de productie van helium uit aardgas.

## Plaatsen in de nabije omgeving
De onderstaande figuur toont nabijgelegen plaatsen in een straal van 56 km rond Keyes.